# Bezirk Martigny
Der District de Martigny  (deutsch Bezirk Martinach, nur im deutschsprachigen Teil des Wallis gebräuchlich) im Kanton Wallis besteht aus folgenden Gemeinden:
Stand: 1. Januar 2021
| Wappen         | Name der Gemeinde | Einwohner (31. Dezember 2023) | Fläche in km² | Einw. pro km² |
| -------------- | ----------------- | ----------------------------- | ------------- | ------------- |
| Bovernier      | Bovernier         | 924                           | 13,07         | 71            |
| Fully          | Fully             | 9160                          | 37,81         | 242           |
| Isérables      | Isérables         | 809                           | 15,26         | 53            |
| Leytron        | Leytron           | 3357                          | 26,82         | 125           |
| Martigny       | Martigny          | 21'759                        | 32,59         | 668           |
| Martigny-Combe | Martigny-Combe    | 2332                          | 37,41         | 62            |
| Riddes         | Riddes            | 3701                          | 23,90         | 155           |
| Saillon        | Saillon           | 3094                          | 13,74         | 225           |
| Saxon          | Saxon             | 7114                          | 23,22         | 306           |
| Trient         | Trient            | 160                           | 39,55         | 4             |
| Total (10)     | Total (10)        | 52'410                        | 263,37        | 199           |

Häufige und lang anhaltende Konflikte militärischer und rechtlicher Art zwischen den Grafen von Savoyen und den Bischöfen von Sitten nährten das Misstrauen der Bewohner im Bezirk Martigny gegenüber dem Bischof, dem es nicht gelang, sie vor feindlichen Überfällen zu beschützen. 1351 stellte sich die Kastlanei Martigny deshalb unter den Schutz des Grafen von Savoyen. Mit der Eroberung des Unterwallis durch die Zenden 1475 ging die Kastlanei wieder an den Bischof. Als Kastlane setzte er Angehörige von Oberwalliser Familien ein, die einen grösseren Einfluss hatten als die Viztume. Deren Macht ging faktisch in die Hände ihrer Statthalter über, die aus reichen Bürgerfamilien von Martigny stammten und als Kaufleute und Notare wirkten.

## Veränderungen im Gemeindebestand

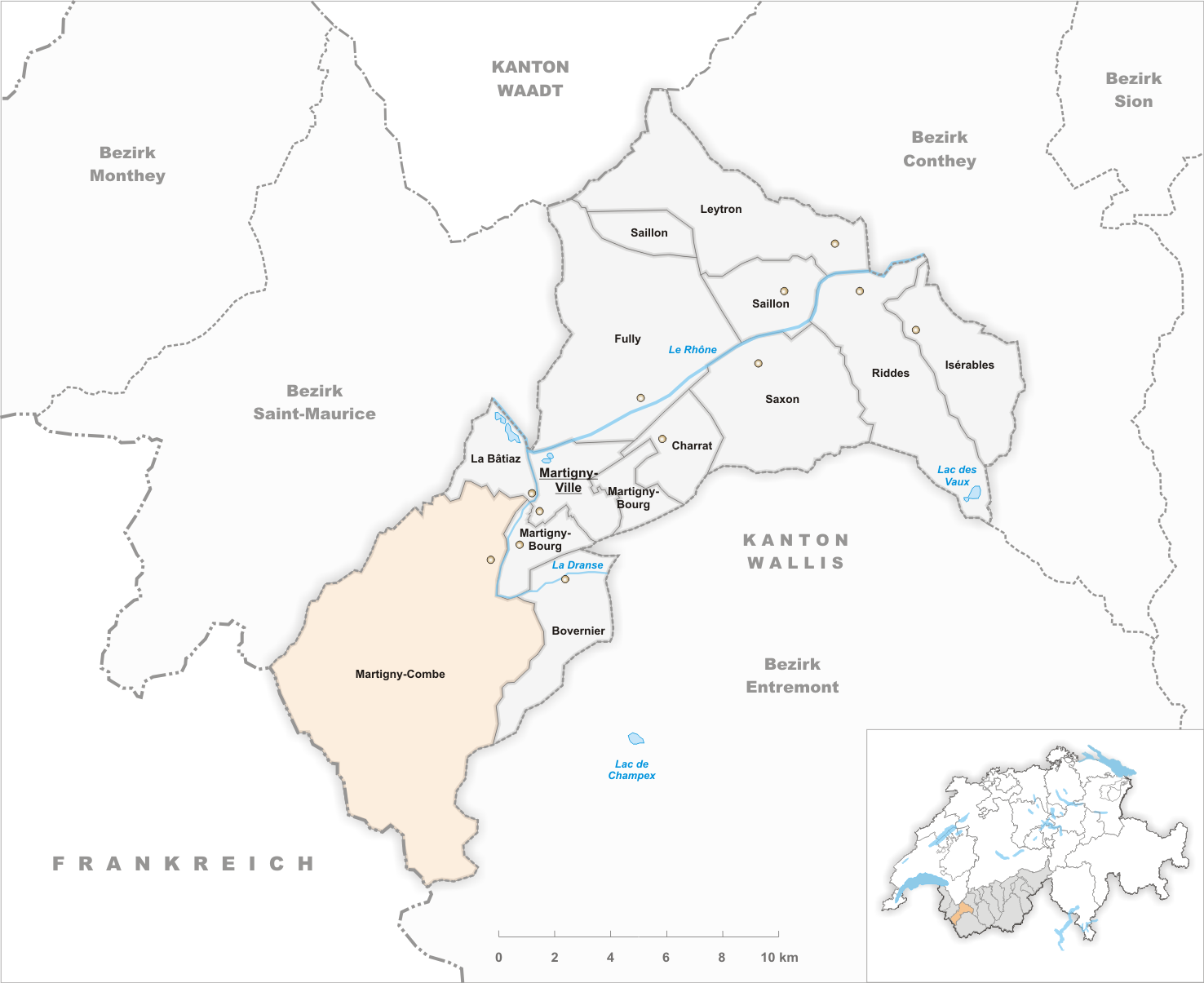
Gemeinden bis 1899
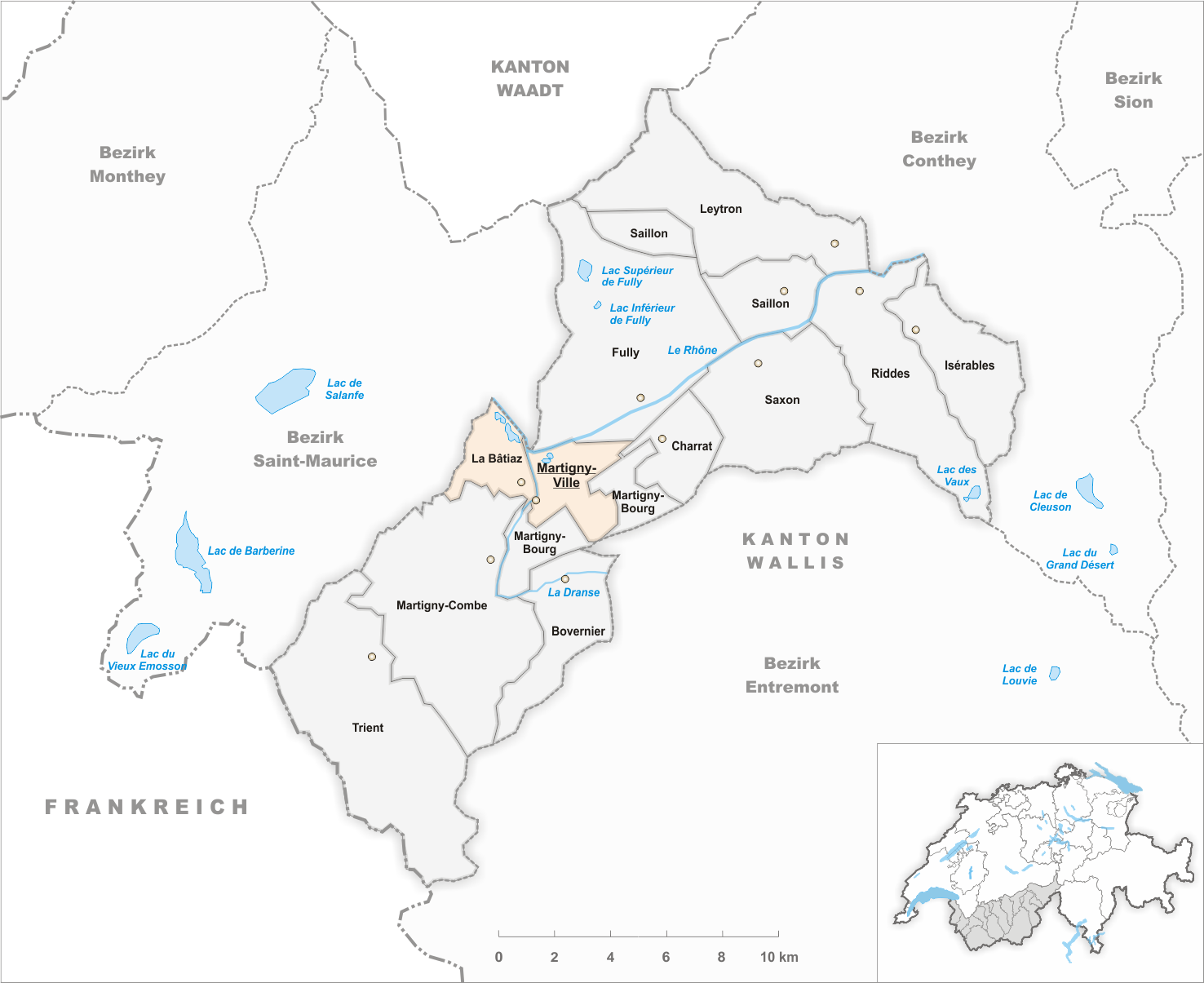
Gemeinden bis 1955
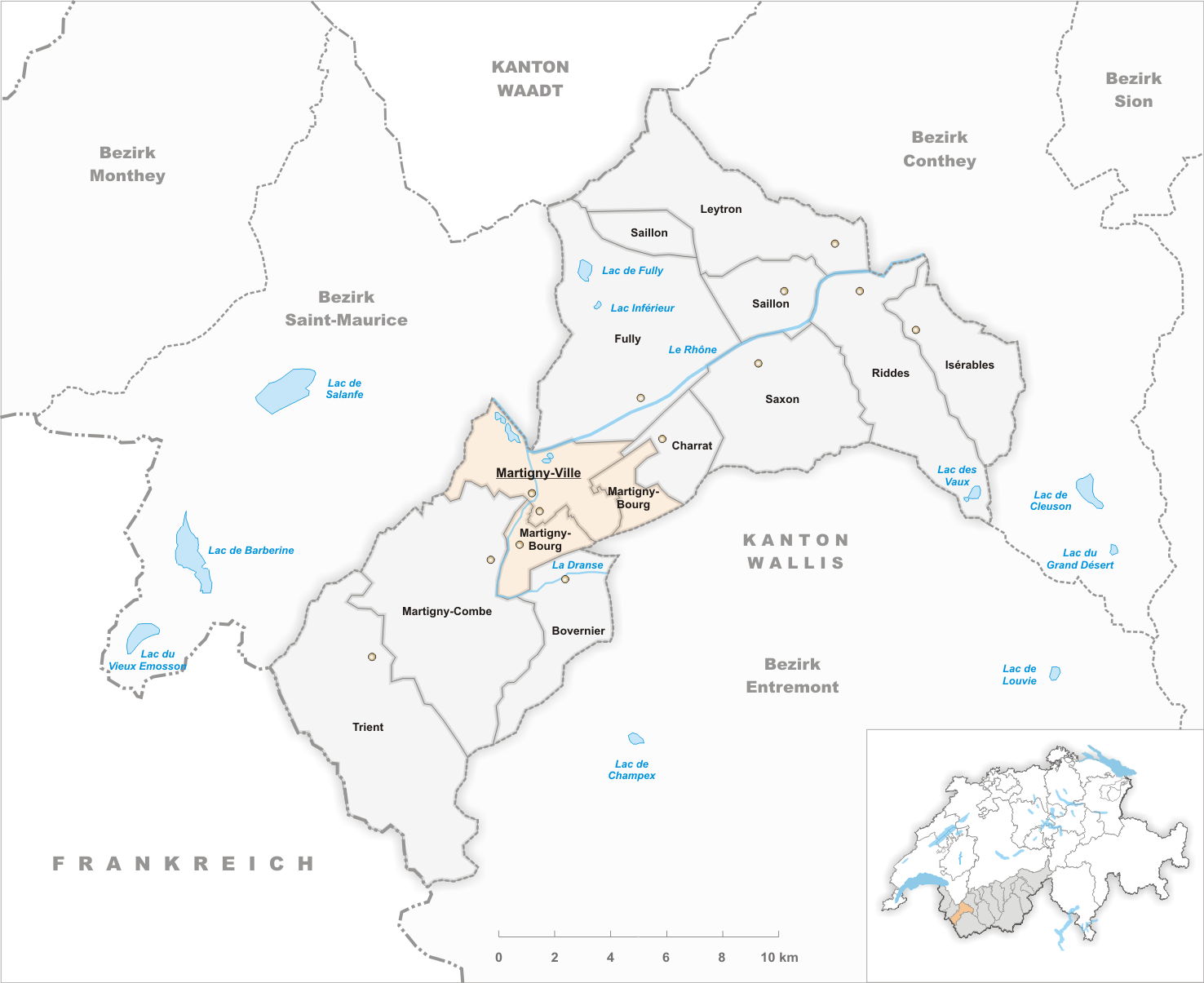
Gemeinden bis 1963
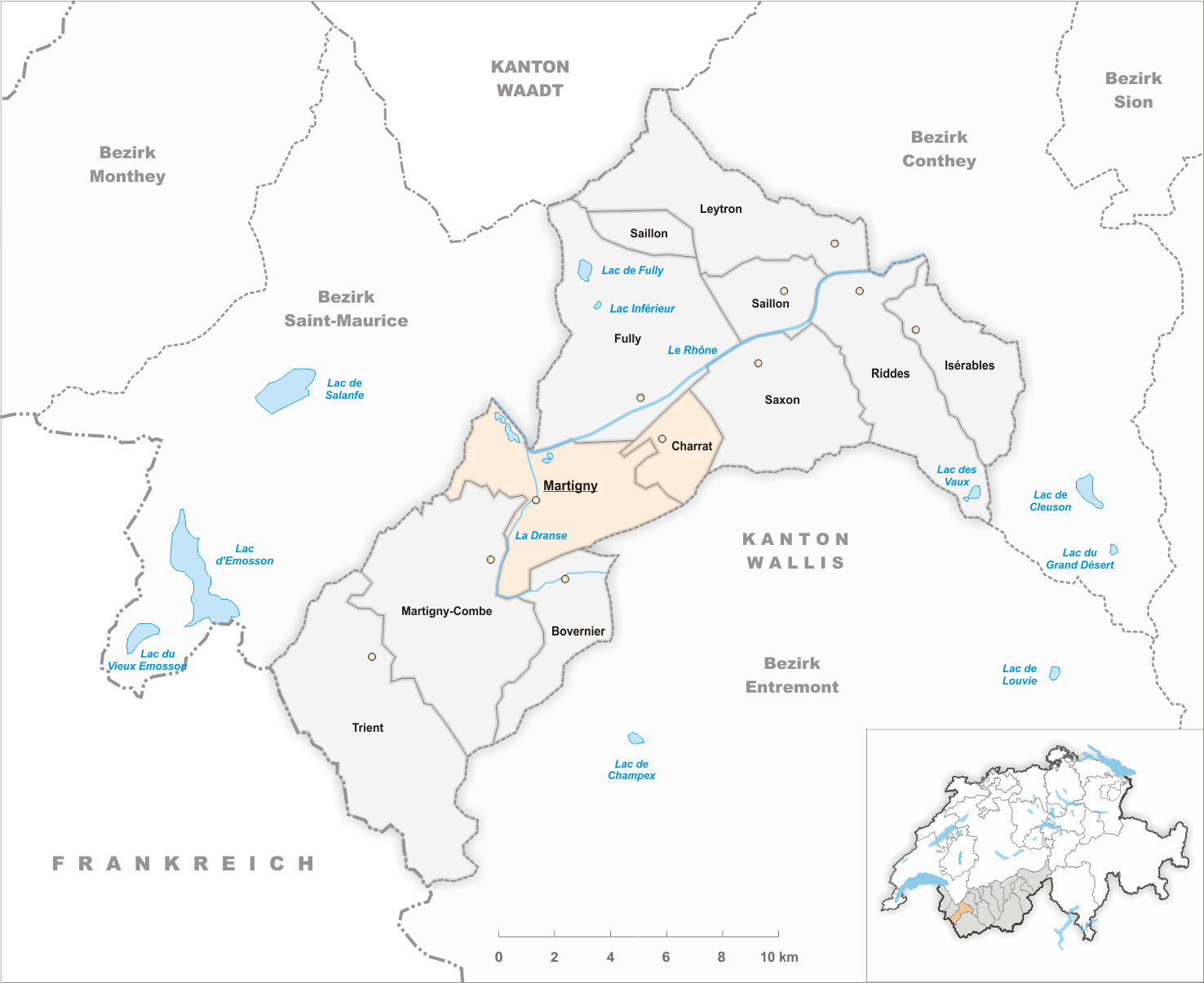
Gemeinden bis 2020

- 1900: Abspaltung von Martigny-Combe → Trient
- 1956: Fusion La Bâtiaz und Martigny-Ville → Martigny-Ville
- 1964: Fusion Martigny-Bourg und Martigny-Ville → Martigny
- 2021: Fusion Charrat und Martigny → Martigny